# 彬子 (シンガーソングライター)
川上 彬子（かわかみあきこ、2月23日 - ）は、日本のシンガーソングライター、ボイストレーナー。女性。O型。東京都出身。

## 概要
『魔界戦記ディスガイア2』EDテーマ「キラリ☆星になる」でデビュー。:『魔界戦記ディスガイア』EDテーマ「鎖り」を自ら作曲。
酒井政利をエグゼクティブ・プロデューサーに迎え、シングル『BED』発売。オリジナル・アルバム4枚を発売。
ミッキー吉野と共同歌唱のテレビ神奈川のCM放映。
B BOY PARKのコンピレーション・アルバムに『FROM YOU』を楽曲提供。
2018年〜2020年度で、年間150曲ほど楽曲提供。
LAVOC洋楽キッズ英会話教材30曲洋楽歌唱。

## 人物
父親の音楽好きの影響で、4歳からクラシックピアノ、高校生時に吹奏楽部でオーボエを始める。歌を始めたきっかけは、大学2年生時に友人のバンドライブを観に行き「自分の音楽は歌だ」と確信したこと。J-POP、ロック、ジャズ、エレクトロニック・ダンス・ミュージック、バラード、ソウルミュージック、ゴスペル、リズム・アンド・ブルースを独自の感情や思想で歌いこなす。

## ディスコグラフィー

### シングル
- 鎖り（2006年6月7日）テレビアニメ『魔界戦記ディスガイア』EDテーマ
- BED（2009年4月1日）「亜希蘭」として限定シングル
- AKIVERSARY（2009年4月29日）

### アルバム
- First message（2007年9月27日）
- とびら（2012年12月6日）ミニ・アルバム
- LAVOC洋楽英会話教材（2017年）
- Pictures（2021年）フルアルバムデジタル配信

### その他
- 魔界戦記ディスガイア2 アレンジサウンドトラック（2006年6月28日）
  - ゲーム『魔界戦記ディスガイア2』EDテーマ「キラリ☆星になる」収録